# Tantilla deppei
Tantilla deppei är en ormart som beskrevs av Bocourt 1883. Tantilla deppei ingår i släktet Tantilla och familjen snokar. Inga underarter finns listade i Catalogue of Life.
Denna orm förekommer i en mindre region i delstaten Morelos i Mexiko. Arten lever bergstrakter mellan 1500 och 2500 meter över havet. Habitatet utgörs av skogar med tallar och ekar samt av angränsande landskap. Individerna gömmer sig ofta under stenar och andra föremål. Honor lägger ägg.
För beståndet är inga hot kända med Tantilla deppei är ganska sällsynt. IUCN kategoriserar arten globalt som livskraftig.